# Condrea (Galați)
Condrea es una localidad rumana de la comuna de Umbrărești, en el condado de Galați.

## Historia
Hacia finales del siglo XIX la localidad, que ya por entonces pertenecía a la comuna de Umbrărești, en el antiguo condado de Tecuci, tenía contabilizada una población de 198 habitantes.
En la segunda mitad del siglo XX la localidad había pasado a formar parte del condado de Galați. En el censo de 2021 la localidad tenía una población de 520 habitantes.